# Bataille de Mansura
Guerre de Sécession
Batailles
Campagne de la Red River
- Fort De Russy
- Mansfield
- Pleasant Hill
- Blair's Landing
- Monett's Ferry
- Mansura
- Yellow Bayou

La bataille de Mansura s'est déroulée près de Mansura, en Louisiane, le 16 mai 1864, lors de la campagne de la Red River de la guerre de Sécession. Une force de l'Union vainc des éléments de l'armée des États confédérés.

## Contexte
Comme la force expéditionnaire de la Red River du major général Nathaniel P. Banks (du département du Golfe) retraite en aval de la rivière Rouge, les forces confédérées sous les ordres du major général Richard Taylor tentent de ralentir les mouvements des troupes de l'Union et, si possible, d'épuiser leurs nombres ou, mieux encore, de les détruire. Les forces de l'Union passent  de fort DeRussy, atteignent Marksville, et poursuivent ensuite vers l'est. À Mansura, Taylor masse ses forces dans une prairie dégagée qui contrôle l'accès aux trois routes traversant la région, où il espère que son artillerie pourra causer de nombreuses victimes.

## Bataille

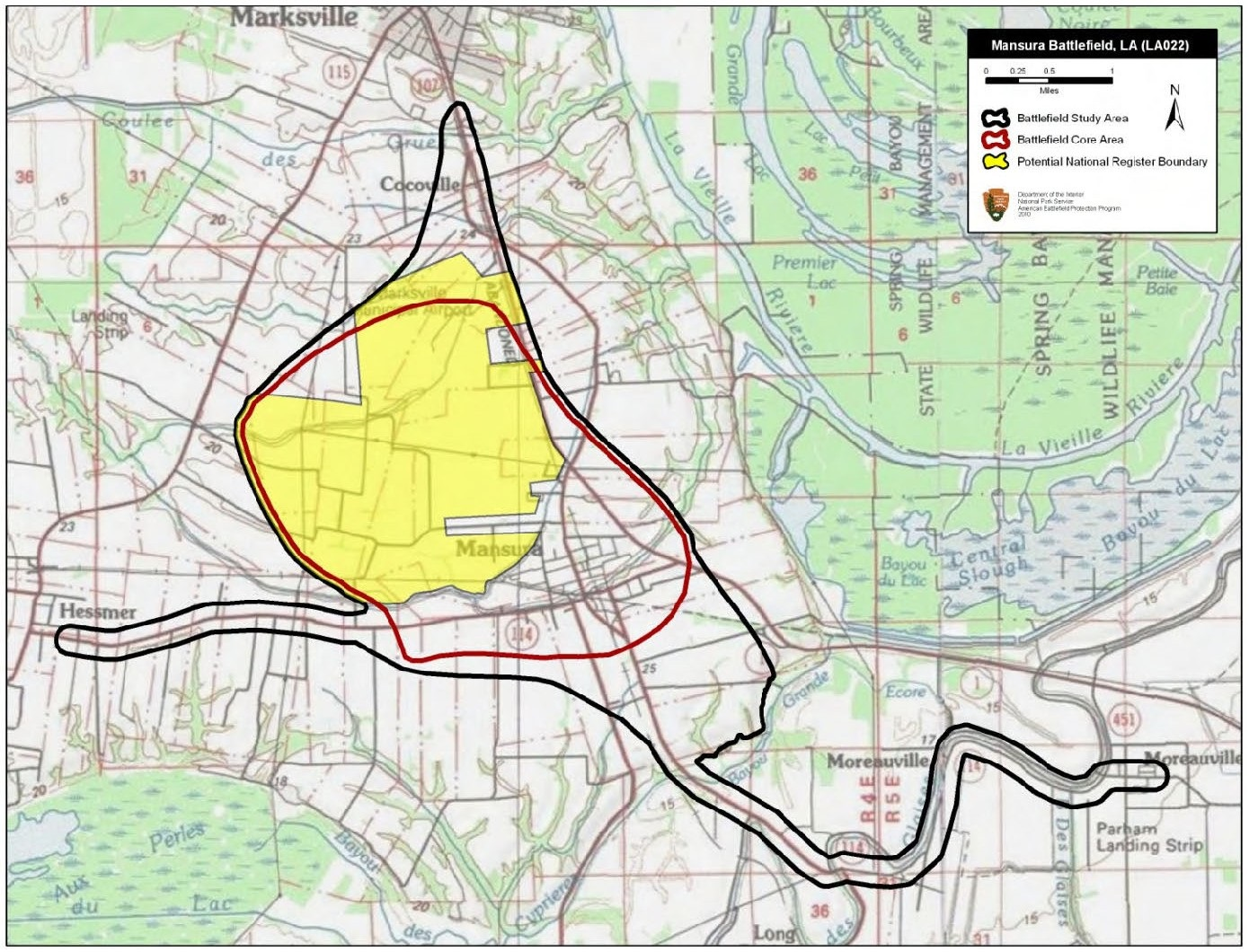
Carte champ de bataille de Mansura et les zones d'étude par le programme de protection des champs de bataille américains.

Tôt le matin du 16 mai, les forces de l'Union s'approchent, et une escarmouche s'ensuit rapidement. Après quatre heures de combat (principalement un duel d'artillerie), une grande force de l'Union se masse pour une attaque de flanc, conduisant les confédérés à reculer. Les troupes de l'Union marchent sur Simmesport. La force de Taylor harcèle de recul de l'ennemi, mais est incapable de l'arrêter.